# Ardea bennuides
L'Airone arabo o Airone Bennu (Ardea bennuides) è una specie estinta di uccello della famiglia Ardeidae che abitava gli attuali Emirati Arabi Uniti. Si crede che sia l'ispirazione per la mitologia egiziana di Benu, da cui deriva il suo nome scientifico.

## Caratteristiche
Ardea bennuides è conosciuta solo per un frammento di tibiotarso che si trovò nel sito archeologico di Umm al-Nar nel Golfo Persico (Emirati Arabi Uniti) e descritto formalmente dal geologo danese Ella Hoch. I resti risalgono al 3500 a. C. (circa 5.000 anni fa). Hoch fornisce solo una breve descrizione, per non parlare della dimensione dell'osso, né della posizione esatta di dove è stata trovata, ma non può essere considerata nomen nudum, dato che è stata pubblicata una foto dell'osso.
Ardea bennuides era più grande di Ardea goliath, il più grande airone vivente.

## Riferimenti
- Ella Hoch, Reflections on prehistoric life at Umm an-Nar (Trucial Oman), based on faunal remains from the third millennium B.C., in South Asian Archaeology. Papers from the Fourth International Conference of the association of South Asian archaeologists in Western Europe, held in the Istituto Universitario Orientale, Naples, Seminario de Studi Asiatici Series Minor 6, M. Taddei, 1979,  pp. 589-638.
- Zygmunt Bochenski, History of herons of the Western Palaearctic, in Acta Zoologica Cracoviensia, vol. 38, n. 3, 1995,  pp. 343-362.
- D. T. Potts, Before the Emirates: an Archaeological and Historical Account of Developments in the Region c. 5000 BC to 676 AD (PDF) (archiviato dall'url originale il 17 luglio 2012).